# Pertoltice pod Ralskem
Pertoltice pod Ralskem (Duits: Barzdorf am Rollberge) is een Tsjechische gemeente in de regio Liberec, en maakt deel uit van het district Česká Lípa.
Pertoltice pod Ralskem telt 354 inwoners.
Bezděz ·
Blatce ·
Blíževedly ·
Bohatice ·
Brniště ·
Cvikov ·
Česká Lípa ·
Doksy ·
Dubá ·
Dubnice ·
Hamr na Jezeře ·
Holany ·
Horní Libchava ·
Horní Police ·
Chlum ·
Chotovice ·
Jestřebí ·
Kamenický Šenov ·
Kozly ·
Kravaře ·
Krompach ·
Kunratice u Cvikova ·
Kvítkov ·
Luka ·
Mařenice ·
Mimoň ·
Noviny pod Ralskem ·
Nový Bor ·
Nový Oldřichov ·
Okna ·
Okrouhlá ·
Pertoltice pod Ralskem ·
Polevsko ·
Provodín ·
Prysk ·
Radvanec ·
Ralsko ·
Skalice u České Lípy ·
Skalka u Doks ·
Sloup v Čechách ·
Slunečná ·
Sosnová ·
Stráž pod Ralskem ·
Stružnice ·
Stvolínky ·
Svojkov ·
Svor ·
Tachov ·
Tuhaň ·
Velenice ·
Velký Valtinov ·
Volfartice ·
Vrchovany ·
Zahrádky ·
Zákupy ·
Žandov ·
Ždírec